# Wołnoriez
Wołnoriez (ros. Волнорез) – rosyjski system walki elektronicznej przeznaczony do zwalczania bezzałogowych statków powietrznych.

## Historia
System został zaprezentowany publicznie na forum Armia-2023. Został opracowany do zagłuszania sygnałów sterujących bezzałogowymi statkami powietrznymi i zapewniania ochrony zarówno wewnątrz, jak i na zewnątrz budynków i pojazdów. Składa się z modułów, który można dostosować do różnych zakresów częstotliwości i jest wyposażony w funkcję automatycznego wykrywania UAV. Każdy z modułów działa niezależnie i odpowiada za tłumienie w jednym zakresie częstotliwości. System można koordynować działanie 8 modułów. Magnetyczne uchwyty pozwalają na montaż elementów systemu na karoserii pojazdów. Moduły muszą być montowane w odległości minimum 50 cm aby uniknąć interferencji.
Moduły systemu mogą pracować w częstotliwościach:
- 250-510 MHz
- 510-750 MHz
- 750-950 MHz
- 950-1000 MHz
- 1000-1300 MHz
- 1300-1500 MHz
- 1500-2000 MHz
- 2300-2600 MHz
- 2600-2900 MHz
- 2900-3200 MHz
- 3200-3500 MHz
- 4100-4400 MHz
- 4400-4700 MHz
- 4700-5100 MHz
- 5100-5300 MHz
- 5300-5510 MHz

System został wykorzystany bojowo przez armię rosyjską do ochrony pojazdów biorących udział w agresji na Ukrainę.

## Charakterystyka techniczna
Każdy z modułów systemu ma jednakowe wymiary – długość 484 mm, wysokość 202 mm i średnicę 384 mm. Waży 13 kg, jest mocowany do pojazdów za pomocą magnetycznej podstawy. Obudowa zabezpiecza system przed wilgocią i pyłami oraz zapewnia mu możliwość pracy w zakresie temperatur od -40°C do +60°C. Wymaga źródła zasilania o napięciu 12-30 V, pobór mocy to 30 W. Zasięg tłumienia wynosi od 600 do 1000 m.

## Zobacz również
- RB-333P Lesoczek
- RB-504P-E Siłok-01